# Lorenzo Viani
Lorenzo Viani (Viareggio, 1 de novembro de 1882 – Ostia, 2 de novembro de 1936) foi um pintor e escritor italiano. 

## Vida e obra
Estudou em Luca com Plinio Nomellini, e residiu em Parisentre 1908 e 1909. De um primeiro estilo inspirado no realismo social e influenciado no simbolismo, evoluiu para um pós-impressionismo de colorido fauve (Autorretrato, 1910-1912), para terminar no expressionismo. 
De filiação anarquista, retratou na sua obra a vida das pessoas humildes, dos pobres, dos deserdados, com uma linguagem antiacadêmica, tosca, violenta, refletindo um mundo de rebelião e sofrimento. Na década de 1910 realizou grandes composições de tom épico e grande expressividade (Bendição dos mortos do mar, 1914-1916). 
Passada a Primeira Guerra Mundial, junto à sua obra pictórica desenvolveu um grande trabalho literário e jornalística. Na década de 1930 realizou grandes murais para a Estação de Viareggio e o Colégio IV Novembre de Ostia. 

## Obra literária
- Ceccardo, Milão, (1922).
- Gli ubriachi, Milão, (1923).
- Giovanni senza paura, Florença, (1924).
- Parigi, Florença,(1925).
- I Vàgeri, Milão,( 1926).
- Angiò, uomo d'acqua, Milão, (1928).
- Ritorno alla patria, Milão,(1930).
- II figlio del pastore, Milão, (1930).
- Storie di umili italiani, Roma, (1934).
- Le chiavi nel pozzo  , Florença,( 1935).
- Barba e capelli, Florença, (1939).
- Gente di Versilia, Florença, (1946).
- Cuor di madre, Florença, (1961).